# Western (Nueva York)
Western es un pueblo ubicado en el condado de Oneida en el estado estadounidense de Nueva York. En el año 2000 tenía una población de 2,029 habitantes y una densidad poblacional de 15 personas por km².

## Geografía
Western se encuentra ubicado en las coordenadas 43°19′36″N 75°23′33″O / 43.32667, -75.39250.

## Demografía
Según la Oficina del Censo en 2000 los ingresos medios por hogar en la localidad eran de $42,337 y los ingresos medios por familia eran $43,871. Los hombres tenían unos ingresos medios de $46,629 frente a los $46,629 para las mujeres. La renta per cápita para la localidad era de $20,217. Alrededor del 8% de la población estaban por debajo del umbral de pobreza.